# Lam Tsuen (řeka)
Řeka Lam Tsuen (čínsky znaky 林村河) je řeka protékající údolím Lam Tsuen na Nových teritoriích v Hongkongu. Vede přes ní most Kwong Fuk, vybudovaný ve starém čínském stylu.